# Kempir-Abad-Reservoir
Der Kempir-Abad-Stausee ist ein Stausee in Kirgisistan. Der Stausee wurde bisher von Kirgisistan verwaltet. Nach jahrelangen Streitigkeiten um den Besitz des Sees wurde schließlich erzielt, dass er voraussichtlich 2023 an Usbekistan übergeben wird. Das 1983 errichtete Reservoir ist eine wichtige Wasserquelle für die Landwirtschaft in der Region.
Es fasst bis zu 1,9 Millionen Kubikkilometer Wasser und ist 4.400 Hektar groß. Es liegt westlich von Ösgön und östlich von Kara-Suu direkt an der Grenze zwischen Kirgisistan und Usbekistan. Es wird von drei Flüssen gespeist: dem Kurschab, dem Tar und dem Jassy. Der Stausee liegt an der Stelle, wo die drei Flüsse zum Karadarja werden. Der Staudamm liegt im Westen des Sees.

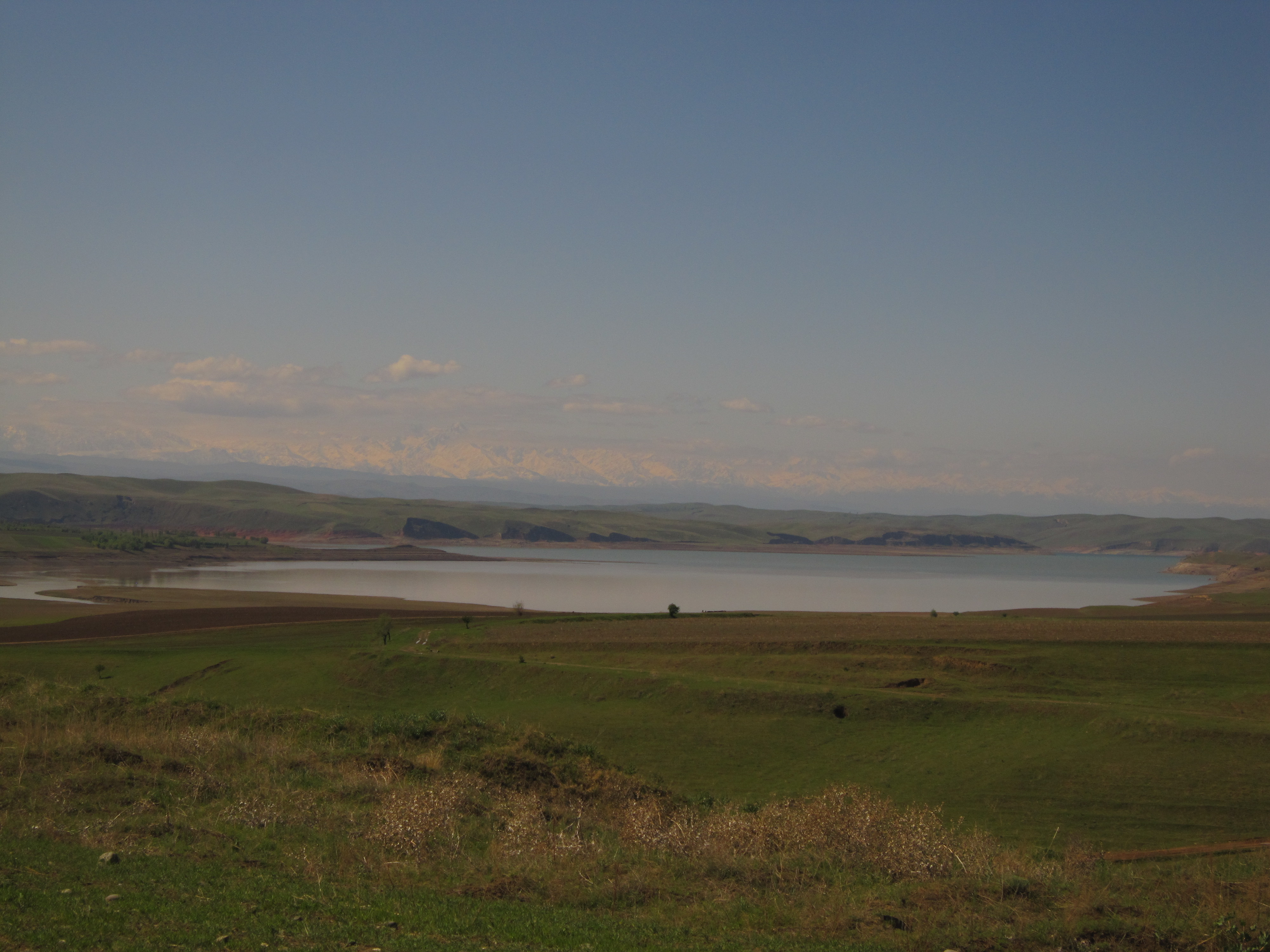

## Geschichte
Das Reservoir wurde 1983 errichtet. Nach dem Zerfall der Sowjetunion stand es unter kirgisischer Kontrolle, ähnlich wie beim Kassan-Sai-Stausee war das Reservoir seitdem umstritten. Das in Kirgisistan liegende Reservoir nützte hauptsächlich Usbekistan.
Im Rahmen einer Einigung an der Grenze, die allerdings von Kirgisistan und Usbekistan einzeln und nicht gemeinsam unterzeichnet wurde, wird das Wasserreservoir mit dem umgebenden Land im Austausch mit 1.019 Hektar Weideland und 12.849 Hektar an einer anderen Stelle der Grenze an Usbekistan abgegeben.
Dieses Abkommen wird von lokalen Oppositionspolitikern und Anwohnern kritisiert. Der kirgisische Präsident Sadyr Dschaparow behauptete, das Wasser könne weiterhin in Kirgisistan genutzt werden, der Deal käme hauptsächlich Kirgisistan zugute. Menschenrechtsorganisationen aus der kirgisischen Hauptstadt Bischkek kritisierten den Landaustausch als verfassungswidrig und undemokratisch. Dies widerspreche den „demokratischen Errungenschaften“ Kirgisistans.